# To maa man være
To maa man være er en amerikansk stumfilm fra 1922 af Sidney Franklin.

## Medvirkende
- Norma Talmadge som Kathleen / Moonyeen
- Harrison Ford som Kenneth Wayne / Jeremiah Wayne
- Wyndham Standing som John Carteret
- Alec B. Francis som Dr. Owen
- Glenn Hunter som Willie Ainsley
- Grace Griswold som Ellen
- Miriam Battista som Lil Mary